# Молина, Иван
Ива́н Моли́на (исп. Iván Molina; р. 16 июня 1946, Медельин, по другим источникам Богота или Масео, департамент Антьокия) — колумбийский теннисист, победитель (1974) и финалист (1977) Открытого чемпионата Франции в смешанном парном разряде.

## Биография
В 20 лет Иван Молина вышел в финал международного теннисного турнира в Гилфорде (Великобритания). С 1970 года молодой игрок постоянно входил в состав сборной Колумбии в Кубке Дэвиса, уже в первый сезон сыграв важную роль в её выходе в финал Южноамериканской зоны турнира. В 1972 году в Гуаякиле он выиграл любительский чемпионат Южной Америки в одиночном разряде, но в дальнейшем основные его успехи были связаны с игрой в парах, где его основным партнёром стал соотечественник Хайро Веласко. С 1973 по 1979 год Молина восемь раз пробивался в финалы турниров Гран-при в парном разряде, из них пять раз с Веласко.
Самым успешным в карьере Молины стал 1974 год. В этом году он выиграл единственный в карьере профессиональный турнир Гран-при в мужском парном разряде Открытый чемпионат Австрии), а в смешанном парном разряде вместе с Мартиной Навратиловой выиграл Открытый чемпионат Франции. Это достижение до настоящего времени не удалось повторить ни одному колумбийскому теннисисту. Ещё одним достижением Молины в этом году стала сенсационная победа сборной Колумбии в матче Кубка Дэвиса в Боготе над командой США. Молина выиграл оба своих матча в одиночном разряде — у Эрика ван Диллена в первый день матча и у Гарольда Соломона в последний, и команда Колумбии одержала победу с общим счётом 4:1 (две других победы в одиночном разряде на теми же соперниками одержал постоянный партнёр Молины в парных соревнованиях Хайро Веласко). В 1977 году Молина второй раз за карьеру вышел в финал Открытого чемпионата Франции, где на этот раз его партнёршей была румынка Флоренца Михай, но там их остановила американская пара Мэри Карильо-Джон Макинрой. Дважды за карьеру Молина играл в финалах турниров Гран-при в одиночном разряде (оба раза в 1975 году), но титула завоевать не смог. Тем не менее в рейтинге АТР он поднимался до 40-го места (высшего в истории колумбийского мужского тенниса), а до появления рейтинга, по воспоминаниям современников, котировался и более высоко. На его счету были победы над Родом Лейвером, Роем Эмерсоном, Мануэлем Орантесом, Николой Пиличем и Артуром Эшем. Лейвера и Эша Молине удалось обыграть в рамках одного турнира — Открытого чемпионата Канады 1973 года, где он дошёл до полуфинала.
Последние матчи за сборную Колумбии Иван Молина провёл в 1979 году. В общей сложности на его счету в составе сборной было 22 победы (15 в одиночном разряде) и 24 поражения (14 в одиночном разряде). Индивидуальную игровую карьеру он завершил на следующий год, свои прощальные матчи проведя у себя на родине, в Боготе.
С 1993 года Иван Молина является сотрудником Международной федерации тенниса (ITF). В его функции входят популяризация тенниса, его развитие в странах, где эта игра менее распространена, и поддержка юных дарований. Молина проживает во Флориде с женой и двумя дочерьми.

## Участие в финалах турниров Большого шлема за карьеру

### Смешанный парный разряд (1+1)
| Результат | Год  | Турнир                     | Партнёр             | Соперники в финале             | Счёт в финале |
| --------- | ---- | -------------------------- | ------------------- | ------------------------------ | ------------- |
| Победа    | 1974 | Открытый чемпионат Франции | Мартина Навратилова | Роса Мария Дармон Марсело Лара | 6-3, 6-3      |
| Поражение | 1977 | Открытый чемпионат Франции | Флоренца Михай      | Мэри Карильо Джон Макинрой     | 6-7, 3-6      |

## Финалы профессиональных турниров за карьеру

### Одиночный разряд (0+2)
| Результат | Дата        | Турнир         | Покрытие | Соперник в финале | Счёт в финале      |
| --------- | ----------- | -------------- | -------- | ----------------- | ------------------ |
| Поражение | 28 апр 1975 | Ницца, Франция | Грунт    | Дик Крили         | 6-7, 4-6, 3-6      |
| Поражение | 26 окт 1975 | Тегеран, Иран  | Грунт    | Эдди Диббс        | 6-1, 4-6, 5-7, 4-6 |

### Парный разряд (1+7)
| Результат | №  | Дата        | Турнир                               | Покрытие | Партнёр               | Соперники в финале              | Счёт в финале      |
| --------- | -- | ----------- | ------------------------------------ | -------- | --------------------- | ------------------------------- | ------------------ |
| Поражение | 1. | 19 ноя 1973 | Буэнос-Айрес, Аргентина              | Грунт    | Патрисио Корнехо      | Рикардо Кано Гильермо Вилас     | 6-7, 3-6           |
| Поражение | 2. | 17 фев 1974 | Бирмингем, Алабама, США              | Ковёр    | Николас Калогеропулос | Сэнди Майер Иэн Флетчер         | 6-4, 7-6, 1-6      |
| Поражение | 3. | 17 мар 1974 | Калгари, Канада                      | Ковёр    | Хайро Веласко         | Карл Майлер Юрген Фассбендер    | 4-6, 4-6           |
| Поражение | 4. | 24 мар 1974 | Солт-Лейк-Сити, США                  | Ковёр    | Хайро Веласко         | Витас Герулайтис Джимми Коннорс | 4-6, 4-6           |
| Победа    | 1. | 15 июл 1974 | Открытый чемпионат Австрии, Кицбюэль | Грунт    | Хайро Веласко         | Франтишек Пала Балаж Тароци     | 2-6, 7-6, 6-4, 6-4 |
| Поражение | 5. | 24 апр 1977 | Флоренция, Италия                    | Грунт    | Хайро Веласко         | Крис Льюис Расселл Симпсон      | 6-2, 6-7, 2-6      |
| Поражение | 6. | 1 окт 1979  | Бордо, Франция                       | Грунт    | Бернар Фриц           | Патрис Домингес Дени Негелен    | 4-6, 4-6           |
| Поражение | 7. | 5 ноя 1979  | Кито, Эквадор                        | Грунт    | Хайро Веласко         | Альваро Фильоль Хайме Фильоль   | 7-6, 3-6, 1-6      |